# Rue des Bons-Enfants (Rouen)
Pour les articles homonymes, voir Rue des Bons-Enfants.
La rue des Bons-Enfants est une voie de la commune française de Rouen.

## Situation et accès
La rue des Bons-Enfants est une voie de la rive droite de Rouen. D'une longueur d'environ 380 m, elle s'étend de son intersection avec la rue Cauchoise en direction du sud-est jusqu'à la rue Jeanne-d'Arc.
Outre ces rues, elle est traversée ou rejointe par les voies suivantes :
- Rue de Fontenelle
- Rue des Béguines
- Rue de la Porte-aux-Rats
- Rue de l'Ancienne-Prison
- Rue des Champs-Maillets
- Rue Sainte-Croix-des-Pelletiers
- Rue Étoupée
- Rue Écuyère

À l'est, elle est prolongée par la rue Ganterie.
La station de tramway la plus proche est Palais de Justice - Gisèle Halimi.

## Origine du nom
Son nom vient du collège des Bons-Enfants. Fondée en 1358, cette institution recueillait des enfants pauvres de la ville pour les instruire.

## Historique
La synagogue de Rouen est l'édifice le plus connu de la rue des Bons-Enfants. Son histoire est très riche. Détruite en 1944, lors de la Seconde Guerre mondiale, elle est ensuite reconstruite.
En septembre 2020, plusieurs des 163 potelets de la rue sont personnalisés par quelques artistes à l'initiative d'un collectif local et de la municipalité.

## Bâtiments remarquables et lieux de mémoire

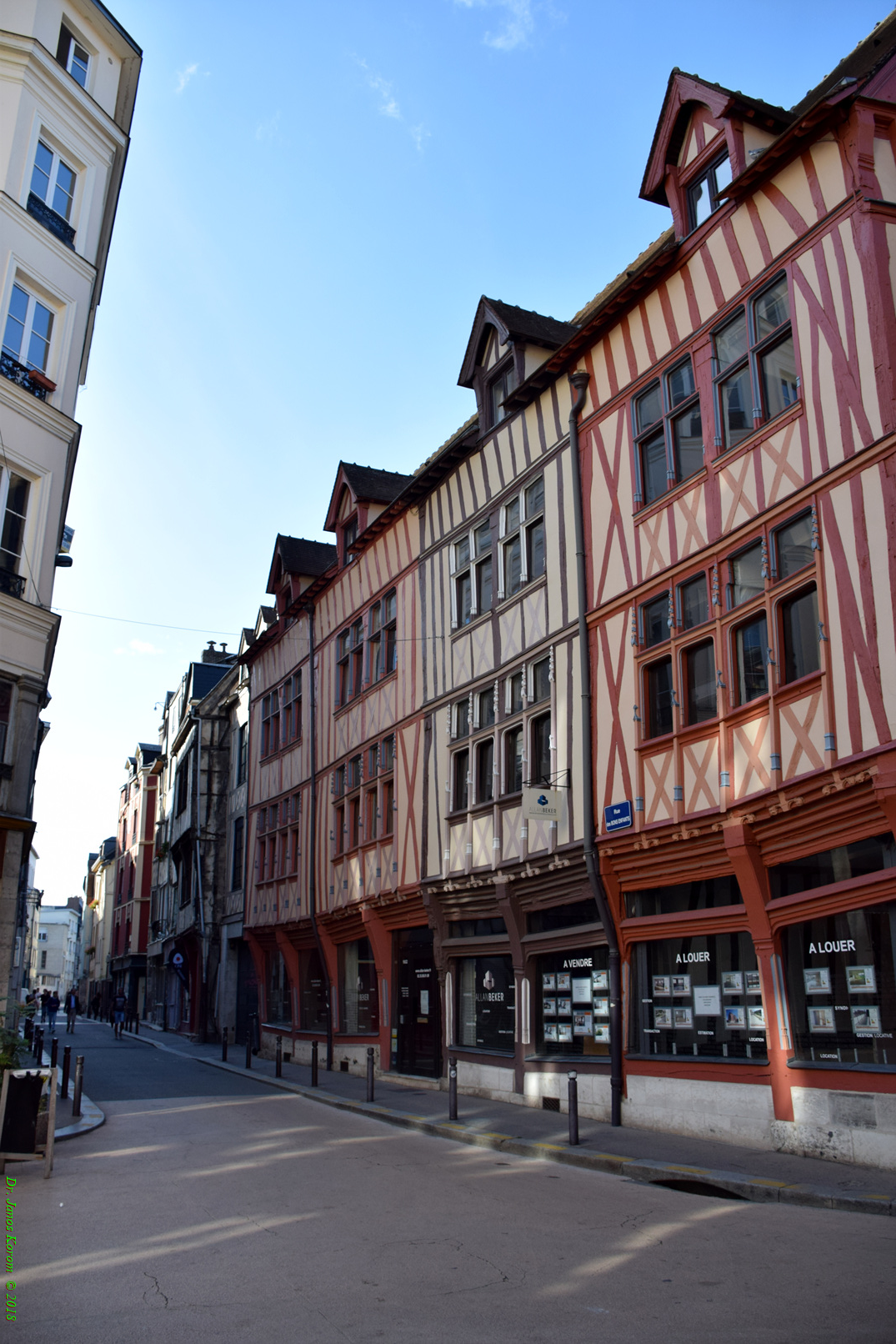
Maisons à colombages.

- no 20 : immeuble classé au titre des monuments historiques[3] ;
- no 22-24 : immeuble classé au titre des monuments historiques[4] ;
- no 27 : immeuble classé au titre des monuments historiques[5] ;
- no 29 : immeuble classé au titre des monuments historiques[6] ;
- no 31 : immeuble classé au titre des monuments historiques[N 1],[7] ;
- no 55 : synagogue de Rouen ;
- no 77 : immeuble classé au titre des monuments historiques[8] ;
- no 87 : immeuble classé au titre des monuments historiques[9] ;
- no 89 : immeuble classé au titre des monuments historiques[10] ;
- no 91 : immeuble classé au titre des monuments historiques[11] ;
- no 93 : immeuble classé au titre des monuments historiques[12] ;
- no 97 : immeuble classé au titre des monuments historiques[13] ;
- no 100-102 : maison natale de l'homme de lettres et scientifique Bernard Le Bouyer de Fontenelle[N 2],[14] ;
- no 112 : immeuble classé au titre des monuments historiques[15].